# Szajan (Ukraina)
Szajan (ukr. Шаян) – wieś na Ukrainie, w obwodzie zakarpackim, w rejonie chustskim, w hromadzie Wyszkowo. W 2001 liczyła 534 mieszkańców, spośród których 511 wskazało jako ojczysty język ukraiński, 16 rosyjski, a 7 węgierski.